# Cupromakovickyite
La cupromakovickyite è un minerale.